# Lawrence Alloway
Lawrence Reginald Alloway (Londres, 17 septembre 1926 - New York, 2 janvier 1990) est un critique d'art anglais, connu notamment pour avoir popularisé le terme pop art au milieu des années 1950 signifiant que cette forme d'expression s’inspirait de la culture populaire. 

## Parcours
Né à Londres, Lawrence Alloway est un autodidacte, il n'a pas fait d'études supérieures. Il a commencé à écrire des articles dans Art News and Reviews dès 1943. 
Il commence sa carrière de critique en défendant les artistes abstraits « constructivistes » anglais (Robert Adams, Terry Frost, Adrian Heath, Anthony Hill, Roger Hilton, Kenneth Martin, Mary Martin, Victor Pasmore et William Scott) qui ont émergé après la Seconde Guerre mondiale, qu'il défend dans le livre Nine Abstract Artists en 1954.
Sa théorie de l'art repose sur le fait que les matériels concrets de la vie moderne donnent un intérêt aux médias de masse et au consumérisme. Il rejoint l’Independent Group et donne des conférences sur sa théorie d'un lien circulaire entre l'art culturel populaire « bas » (popular cultural low art) et l'art culturel populaire « haut » (popular cultural high art). 
De 1955 à 1960 il est assistant-directeur de l'Institute of Contemporary Arts qui organisa deux expositions sur l'Art américain. En 1956, il participe au montage de l'exposition This is Tomorrow et c'est en en faisant sa critique ainsi qu'en voyant d'autres expositions lors d'un voyage aux États-Unis en 1958 qu'il emploie pour la première fois le terme mass popular art.
En 1961, il s'installe à New York, nommé conservateur du musée Solomon R. Guggenheim de 1961 à 1966 où il met en valeur des artistes « pop » comme Roy Lichtenstein, Claes Oldenburg et Andy Warhol, entre autres à travers l'exposition de 1963 « Six Painters and the Object » consacrée au Pop Art. En 1964, il organise les Guggenheim International Awards : Asger Jorn refuse le prix attribué. 
En 1966, il monte l’exposition Systemic Painting pour le musée Solomon R. Guggenheim, où il présente comme une esthétique systémique les peintures de : 

Joe Baer, Robert Barry, Al Brunelle, Thomas Downing, Paul Feeley, Dean Fleming, Peter Gourfain, Al Held, Robert Huot, Ralph Humphrey, Will Insley, Ellsworth Kelly, Nicholas Krushenick, Tadaaki Kukayama, David Lee, Robert Mangold, Agnès Martin, Howard Mehring, Kenneth Noland, David Novros, Larry Poons, Edwin Ruda, Robert Ryman, Leon Polk Smith, Frank Stella, Neil Williams, Jack Youngerman, Larry Zox.
Le terme « art systémique » est inventé pour décrire un type d’art abstrait caractérisé par l’utilisation de formes simples, standardisées, plutôt géométriques, ou bien une seule image centrée ou répétée dans un système assemblé selon un principe clair et lisible d’organisation.
À la fin des années 1970, il écrit pour The Nation et Artforum puis donne des conférences à l'Université d'État de New York.
La plupart des essais d'Alloway sont en anglais. De nombreux articles ont été traduits en français et publiés à travers des revues spécialisées.